# Pengene eller livet
Pengene eller livet er en dansk film fra 1982, skrevet og instrueret af Henning Carlsen. 

## Medvirkende
- Dick Kaysø
- Ghita Nørby
- Søren Sætter-Lassen
- Henning Moritzen
- Lise Ringheim
- Pauline Rehné
- Ole Ernst
- Ove Sprogøe
- Ole Thestrup
- Arne Skovhus
- Flemming Dyjak
- Vera Gebuhr
- Jesper Langberg
- Poul Thomsen

## Handling
Den fraskilte arkitekt  Claus Worm (Dick Kaysø) har mistet et nærtstående arkitekt-vennepar Poul og Ruth Kristansen (Henning Moritzen og Lise Ringheim) i en flyulykke, der hjemsøger hans drømme og sammen med mange cigaretter og et stort alkoholforbrug giver ham problemer med hjertet. Flyet er endnu ikke fundet efter ulykken. 
Han har efter sine venners død indledt et forhold til deres datter, arkæologen Suzanne Kristiansen (Pauline Rehné). 
Entreprenøren Schønnemann (Ole Thestrup) står uden arkitekt efter venneparrets død og henvender sig for at indgå samarbejde med Claus Worm, der oplever dårlige tider på sin tegnestue, men ellers har et godt ry. Worm afviser, da han ikke kan lide Schønnemann, men hans bank, hvor også Schønnemann har sine penge, insisterer på at Claus Worm skal genoverveje sit svar. Bankens direktør (Ove Sprogøe) må ellers se sig nødsaget til at lade Worms tegnestues kassekredit indfrie, hvilket vil bringe tegnestuen konkurs.  
Claus Worms ekskone Ellen (Ghita Nørby) og deres søn Niels (Søren Sætter-Lassen) følger med bekymring Claus' skrantende økonomi, men holdes i uvidenhed om de tiltagende hjerteanfald, som han tager medicin mod efter råd fra privatlægen (Ole Ernst), der også er Ellens søster. 
Claus Worm har en fornemmelse af, at Schønnemann ved mere om parret Kristiansens død, og igangsætter en jagt på beviser, samtidig med at alt omkring ham og inden i ham ser ud til at kunne ramle.

## Om filmen
Filmen er en af 1980'ernes bedre danske spillefilm[kilde mangler] og Henning Carlsen arbejdede bevidst og målrettet med sine virkemidler. Filmens manuskript har træk tilfælles med den italienske filminstruktør Michelangelo Antionioni's engelsksprogede film Blow Up fra 1966.   